# Las Fuentes Fraccionamiento
Las Fuentes Fraccionamiento är en ort i Mexiko.   Den ligger i kommunen Ezequiel Montes och delstaten Querétaro Arteaga, i den centrala delen av landet, 160 km nordväst om huvudstaden Mexico City. Las Fuentes Fraccionamiento ligger 1 967 meter över havet och antalet invånare är 357.
Terrängen runt Las Fuentes Fraccionamiento är platt åt sydväst, men åt nordost är den kuperad. Runt Las Fuentes Fraccionamiento är det ganska tätbefolkat, med 83 invånare per kvadratkilometer. Närmaste större samhälle är Ezequiel Montes, 1,4 km norr om Las Fuentes Fraccionamiento. Trakten runt Las Fuentes Fraccionamiento består till största delen av jordbruksmark.